# فهرست والیان فراه
جدول زیر فهرست والیان ولایت فراه افغانستان است.

## فهرست
| والی | والی | والی               | دوره                                                          | جزئیات | یاداشت                                 |
| ---- | ---- | ------------------ | ------------------------------------------------------------- | ------ | -------------------------------------- |
|      |      | عبدالحی نعمتی      | - فوریه ۲۰۰۴                                                  |        | اولین والی فراه پس از سقوط طالبان بود. |
|      |      | بشیر بغلانی        | فوریه ۲۰۰۴ تابستان ۲۰۰۴                                       |        | جانشین عبدالحی نعمتی شد.               |
|      |      | اسدالله فلاح       | تابستان ۲۰۰۴ ۲۳ مارس ۲۰۰۵                                     |        |                                        |
|      |      | عزت الله واصفی     | مارس ۲۰۰۵ ۳۰ اوت ۲۰۰۶                                         |        | در ۲ ژوئن ۲۰۰۶ والی بود.               |
|      |      | عبدالصمد استانکزی  | ۳۰ اوت ۲۰۰۶ ژانویه ۲۰۰۷                                       |        |                                        |
|      |      | محی‌الدین بلوچ      | ژانویه ۲۰۰۷ مه ۲۰۰۸                                           |        |                                        |
|      |      | روح الامین         | مه ۲۰۰۸ ۳ آوریل ۲۰۱۲                                          |        |                                        |
|      |      | محمد اکرم خپلواک   | ۳ آوریل ۲۰۱۲ ۱ دسامبر ۲۰۱۴                                    |        |                                        |
|      |      | محمد عمر شیرزاد    | ۲۰۱۴ ۲۰۱۵                                                     |        |                                        |
|      |      | محمد آصف ننگ       | ۲۲ ژانویه ۲۰۱۵ ۳۰ مارس ۲۰۱۷                                   |        |                                        |
|      |      | محمد عارف شاه جهان | ۳۰ مارس ۲۰۱۷‌ ۲۷ ژانویه ۲۰۱۸                                   |        |                                        |
|      |      | بصیر سالنگی        | از ۷ دلو/بهمن ۱۳۹۶ (۲۰۱۸) تا ١٨ میزان/مهر ۱۳۹۷ والی فراه بود. |        |                                        |
|      |      | محمد شعیب ثابت     | در ١٨ میزان/مهر ١٣٩٧ به عنوان والی فراه تعیین شد.             |        |                                        |